# Mouthwatering Records
Mouthwatering Records ist ein Schweizer Plattenlabel mit Sitz in Bern, Schweiz.

## Geschichte
Das Label wurde 2003 von Andreas Ryser und Daniel Jakob gegründet. Die monatlichen Mouthwatering Clubnights waren einige Jahre zuvor fester Bestandteil der Berner Clubkultur. Das Unternehmen wurde im Jahr 2016 von Migros-Kulturprozent gefördert.

## Interpreten (Auswahl)
- True
- Filewile
- Jahcoozi
- Joy Frempong
- Robot Koch
- Simon Baumann
- Black Sea Dahu
- Oy